# Bowcombe
Bowcombe – wieś w Anglii, na wyspie Wight. Leży 6 km na południowy zachód od miasta Newport i 127 km na południowy zachód od Londynu.